# 尼博 (喬治亞州)
尼博（英語：Nebo）是位於美國喬治亞州保爾丁縣的一個非建制地區。該地的面積和人口皆未知。

## 地理
尼博的座標為33°47′58″N 84°45′27″W / 33.79944°N 84.75750°W，而該地的平均海拔高度為326米（即1070英尺）。